# Alexander Schölch
Alexander Schölch (* 19. Oktober 1943 in Mosbach (Baden); † 29. August 1986 in Erlangen) war ein deutscher Orientalist und Historiker mit Schwerpunkt Palästina und Ägypten. Er war von 1984 bis zu seinem Tod Professor für Politik und Zeitgeschichte des Nahen und Mittleren Ostens an der Universität Erlangen. 

## Leben
Schölch studierte Geschichte, Politologie und Völkerrecht in Heidelberg und München. Während seines Studiums engagierte er sich in den Deutsch-Israelischen Studiengruppen. Für seine Promotion erhielt er ein Stipendium am Middle East Centre der Oxford University, wo damals Albert Hourani lehrte und forschte. 1972 promovierte er bei Rudolf von Albertini an der Universität Heidelberg mit einer Dissertation über die Urabi-Bewegung in Ägypten um 1880. An der FU Berlin forschte er anschließend über die Geschichte Palästinas. 1975 erhielt er an der Universität Essen eine Stelle als Akademischer Rat und wurde ebendort 1982 zum Professor ernannt.
Schölch war ab 1984 Professor für Politik und Zeitgeschichte des Nahen und Mittleren Ostens an der Universität Erlangen. Der Lehrstuhl wurde aus Mitteln der Volkswagenstiftung eingerichtet.
Schölch starb im Alter von 42 Jahren an Herzversagen.

## Veröffentlichungen (Auswahl)
- Palästina im Umbruch 1856–1882: Untersuchungen zur wirtschaftlichen und sozio-politischen Entwicklung. Berliner Islamstudien; Steiner Verlag Wiesbaden, Stuttgart 1986, ISBN 978-3-515-04467-7.
  - Palestine in Transformation, 1856–1882. Studies in Social, Economic and Political Development, Institute for Palestine Studies (1993; Neuauflage 2006).
- The Decline of Local Power in Palestine after 1856: The Case of Aqîl Agâ. Die Welt des Islams (1984).
- Ägypten in der ersten und Japan in der zweiten Hälfte des 19. Jahrhunderts: ein entwicklungsgeschichtlicher Vergleich (1982).
- Zum Problem eines außereuropäischen Feudalismus: Bauern, Händler, Lokalherren und Händler im Libanon und in Palästina in osmanischer Zeit (1981).
- Egypt for the Egyptians: The Socio-Political Crisis in Egypt 1878–82. Ithaca Press (1981).